# Botanic Gardens Garage

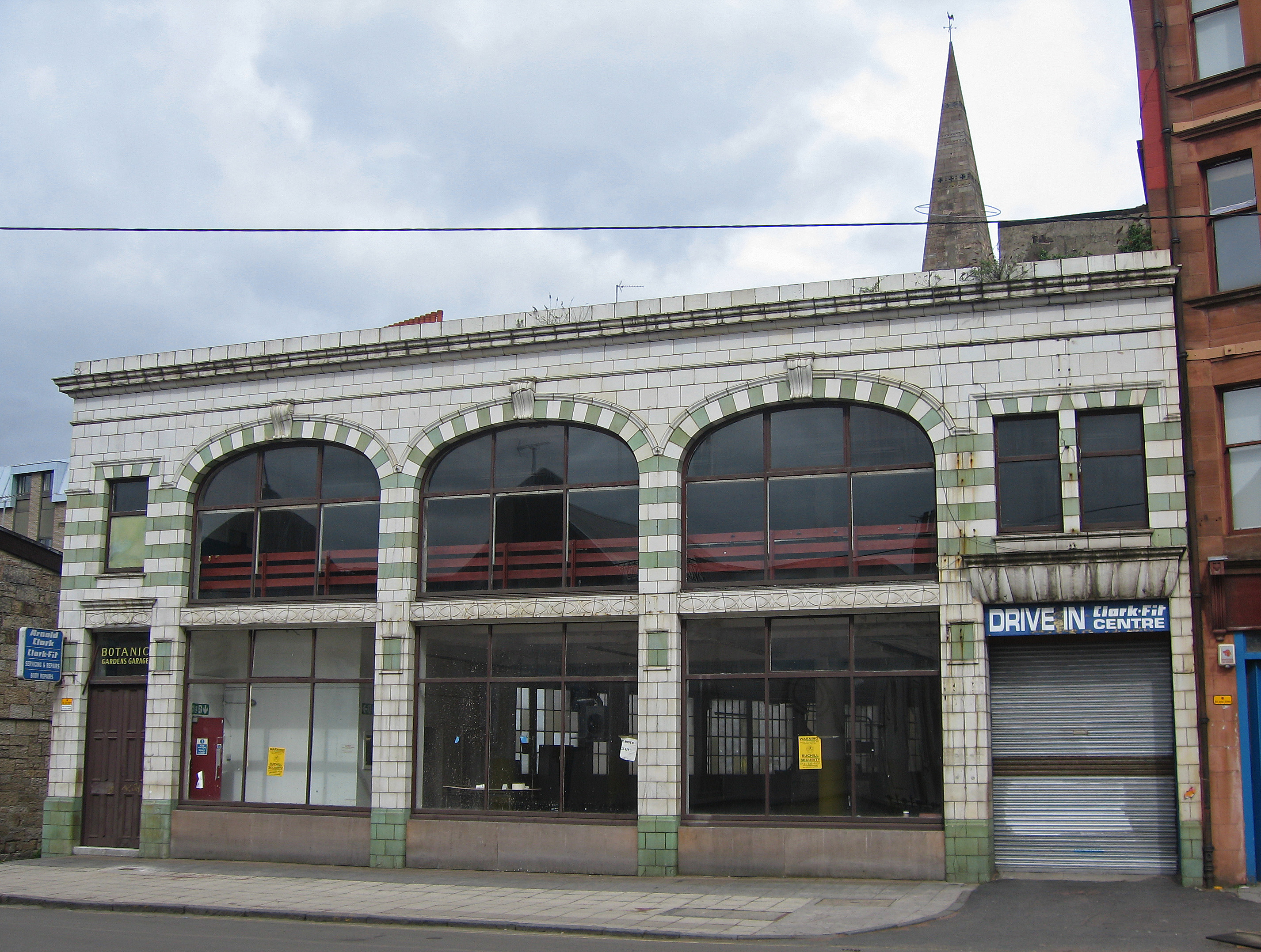
Botanic Gardens Garage

Die Botanic Gardens Garage ist eine ehemalige Garage und Autowerkstatt in der schottischen Stadt Glasgow. 1989 wurde das Bauwerk als Einzeldenkmal in die schottischen Denkmallisten zunächst in der Kategorie B aufgenommen. Die Hochstufung in die höchste Denkmalkategorie A erfolgte 2007.

## Geschichte
1902 wurde das erste Auto in Schottland betrieben. Ab den 1900er Jahren war das Parken auf Straßen untersagt, weshalb oftmals Scheunen umgenutzt wurden. Im städtischen Glasgow war dies jedoch nicht allerorts möglich. Aus diesem Grund entstanden in den folgenden Jahrzehnten kommerzielle Garagenkomplexe zur Unterbringung der Fahrzeuge.
Eine Frau Kennedy ließ das Gebäude erbauen. Der früheste Entwurf stammt aus dem Jahr 1906 von David Valentine Wyllie. Im selben Jahr wurde das Gebäude errichtet, die Arbeiten dauerten jedoch vermutlich noch bis 1912 an. Vermutlich handelt es sich um die frühste speziell zu diesem Zwecke errichtete kommerzielle Garage Schottlands. Es wurden auch Fahrzeugreparaturen durchgeführt. 1908 waren lediglich drei dieser Gebäude in Glasgow verzeichnet. Heute sind Exemplare dieses Typs sehr selten anzutreffen. Vermutlich ist die Botanic Gardens Garage das einzige erhaltene Beispiel einer zweistöckigen kommerziellen Garage in Schottland.
Im Jahre 2007 wurde das leerstehende Gebäude in das Register gefährdeter denkmalgeschützter Bauwerke in Schottland aufgenommen. Sein Zustand wurde 2016 als schlecht, jedoch bei mäßiger Gefährdung eingestuft.

## Beschreibung
Das in einer freien Interpretation der Neuromanik ausgestaltete Gebäude steht an der Vinicombe Street im nordwestlichen Glasgower Stadtteil Hillhead. Gegenüber befindet sich das ehemalige Kinogebäude The Salon. Die Hauptfassade entlang der Vinicombe Street ist fünf Achsen weit. Drei weite Öffnungen dienten einst der Zufahrt. Ein Fries gliedert die Fassade horizontal. Die darüberliegenden Bogenfenster sind mit Schlusssteinen gestaltet. Die außenliegenden Eingangstüren schließen mit Kämpferfenstern. Türen und Fassade schließen mit Gesimsen. Die Fassade ist mit weißen und grünlichen Fliesen aus Fayencekeramik verkleidet. Die fünf Achsen weite Seitenfassade entlang der Vinicombe Lane ist mit flächigen Glaselementen gestaltet. Dahinter schließt sich ein Backsteingebäude an.